# Dbm
dbm是简单database engine家族的第一个实现，最初由Ken Thompson编写，并由AT&T于1979的发布。

## dbm的实现
dbm的一些实现版本:
- Berkeley DB: BDB是一个拥有多许可的bdm实现,包括copyleft和商业许可。从2006年2月起，BDB由Oracle公司维护和支持。
- JDBM（页面存档备份，存于）: JDBM是dbm的一种Java实现版本，基目标是成为Java领域的GDBM。
- Tokyo Cabinet: QDBM的现代版本，由日本人Mikio Hirabayashi创建。
- VSDB（页面存档备份，存于）: John Meacham创建的类dbm数据库实现，支持完整的ACID语义，包含了不依赖于锁的事务和回滚支持。
- Kyoto Cabinet（页面存档备份，存于）: dbm的又一简洁而强大的实现，同样是由日本人Mikio Hirabayashi创建。